# Autobahnbrücken Caracas – La Guaira
Autobahnbrücken Caracas – La Guaira ist die zusammenfassende Bezeichnung für die drei größten Brücken auf der rund 20 km langen Autobahn, die von dem in 760–920 m Höhe gelegenen Caracas, der Hauptstadt Venezuelas, entlang der schroffen Tacagua-Schlucht (Quebrada Tacagua) durch das Ávila-Massiv zu dem Küstenort La Guaira mit dem Hafen und dem internationalen Flughafen Aeropuerto Internacional de Maiquetía “Simón Bolívar” hinabführt.
Die zwischen 1950 und Ende 1953 gebaute Autobahn brachte eine bedeutende Erleichterung für den Verkehr, der sich zuvor über eine 25 km lange, schmale Landstraße mit zahlreichen engen Kurven gequält hatte. Die Brücken waren bei ihrer Fertigstellung die größten Betonbogenbrücken ganz Amerikas.

## Beschreibung
Die drei großen Brücken auf dieser Strecke wurden von Eugène Freyssinet und seinem Mitarbeiter Jean Muller entworfen und von Campenon Bernard gebaut. Sie werden üblicherweise nur mit Nummern bezeichnet, beginnend in Caracas:
- Viaducto I ()
- Viaducto II ()
- Viaducto III ()

Die Brücken sind insgesamt 312 m, 242 m bzw. 205 m lang und bestehen jeweils aus einem großen Bogen mit Stützweiten von 152 m, 136 m bzw. 138 m. Der Bogen wird von drei Bogenrippen aus Stahlbeton gebildet. Auf den beiden Seiten dieser Rippen sind jeweils drei schmale Betonstützen angeordnet, die die aufgeständerte, 20,8 m breite Fahrbahnplatte tragen.
Beim Bau der Brücken wurden zunächst die Stützen an den seitlichen Hängen und der entsprechende Teil der Fahrbahnplatte hergestellt. Dann wiederholte Freyssinet seine bei den Luftschiffhallen von Orly angewendete Methode: Zunächst wurden die beiden äußeren Drittel der Bogenrippen auf Lehrgerüsten betoniert, die nicht auf dem Talboden standen, sondern sich lediglich an den Kämpfern abstützten und von den seitlichen Pfeilern aus abgespannt wurden. Dabei musste die Abspannung entsprechend dem Fortgang der Betonierung und der sich dadurch verändernden Lasten laufend justiert werden. Anschließend wurde das mittlere Drittel des Lehrgerüsts am Boden montiert, durch ein zwischen seinen Enden gespanntes Zugband versteift und dann von den Spitzen der bereits ausgeführten Drittel der Bogenrippen aus in seine Position gehoben. Durch geringfügiges Nachlassen der Abspannung wurde eine feste und tragfähige Verbindung mit den äußeren Dritteln erzeugt, so dass auch der mittlere Teil betoniert werden konnte.
Nach dem Aushärten des Betons wurde das Mittelteil herabgelassen und bei der nächsten Brücke wiederverwendet.

## Erdbeben und Hangrutschungen

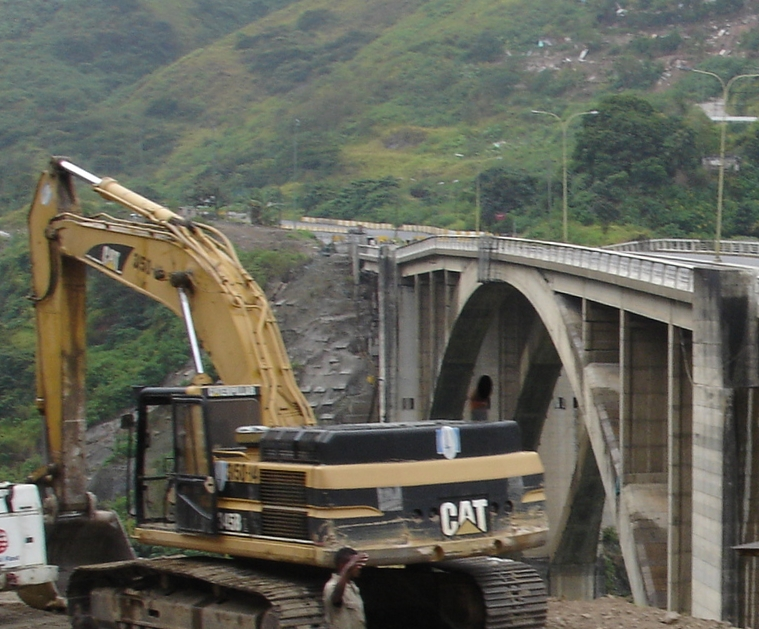
Das deformierte Viaducto I kurz vor dem Einsturz

Das Ávila-Massiv ist als Teil der venezolanischen Küstenkordillere immer wieder von tektonischen Veränderungen betroffen. Seit dem Erdbeben von 1967 begann sich ein Hügel neben dem Viaducto I zu verschieben. Die Brücke wurde zwar deformiert, konnte aber weiterhin benutzt werden. Über einen längeren Zeitraum scheinen gebrochene Abwasserkanäle den Untergrund zusätzlich destabilisiert zu haben.  Seit 1985 wurde im zuständigen Ministerium ein Einsturz der Brücke in Betracht gezogen, ohne dass allerdings größere Instandhaltungsmaßnahmen ergriffen worden wären.
Nachdem über die Jahre weitere Bodenbewegungen aufgetreten waren, kam es im Januar 2006 zu außergewöhnlich starkem Regen, gefolgt von Hangrutschungen, die die Brücke so deformierten, dass sie gesperrt werden musste und am 19. März 2006 schließlich einstürzte.
Eine neue Brücke wurde zwischen 2006 und 2007 etwas weiter nördlich auf besserem Untergrund gebaut. Es handelt sich um eine 803 m lange Stahl-Stahlbeton-Verbundbrücke auf sieben Pfeilern, die im Freivorbau hergestellt wurde.